# José María Belauste
José María de Belausteguigoitia Landaluce ou Belauste (Bilbau, 3 de setembro de 1889 - 4 de setembro de 1964) foi um futebolista profissional espanhol, medalhista olímpico.
Belauste representou seu país nos Jogos Olímpicos de Verão de 1920, na Antuérpia, ganhando a medalha de prata.